# Dąbrowa Tarnowska (gromada)
Dąbrowa Tarnowska – dawna gromada, czyli najmniejsza jednostka podziału terytorialnego Polskiej Rzeczypospolitej Ludowej w latach 1954–1972.
Gromady, z gromadzkimi radami narodowymi (GRN) jako organami władzy najniższego stopnia na wsi, funkcjonowały od reformy reorganizującej administrację wiejską przeprowadzonej jesienią 1954 do momentu ich zniesienia z dniem 1 stycznia 1973, tym samym wypierając organizację gminną w latach 1954–1972.
Gromadę Dąbrowa Tarnowska z siedzibą GRN w mieście Dąbrowa Tarnowska (nie wchodzącym w skład gromady) utworzono 31 grudnia 1961 w powiecie dąbrowskim w woj. krakowskim z obszarów zniesionych gromad Brnik (bez wsi Chorążec), Szarwark i Wielopole; równocześnie do gromady Dąbrowa Tarnowska przyłączono wieś Gruszów Mały z gromady Smęgorzów.
W kwietniu 1969 dla gromady ustalono 27 członków gromadzkiej rady narodowej. 1 stycznia 1970 gromada składała się ze wsi: Brnik, Chorążec, Gruszów Mały, Gruszów Wielki, Laskówka Chorąska, Lipiny, Morzychna, Nieczajna Górna, Nieczajna Dolna, Odporyszów, Oleśnica, Sieradza, Smęgorzów, Sutków, Szarwark, Wielopole Moszczyńskie i Żelazówka.
1 stycznia 1969 do gromady Dąbrowa Tarnowska przyłączono obszar zniesionej gromady Nieczajna, wsie Chorążec, Morzychna, Odporyszów i Sieradza ze zniesionej gromady Odporyszów oraz wsie Smęgorzów i Sutków ze zniesionej gromady Smęgorzów.
Gromada przetrwała do końca 1972 roku, czyli do kolejnej reformy gminnej. Z dniem 1 stycznia 1973 roku reaktywowano zniesioną w 1954 roku gminę Dąbrowa Tarnowska (w latach 1934-54 pod nazwą gmina Dąbrowa).